# Александрія-Бей (Нью-Йорк)
Александрія-Бей (англ. Alexandria Bay) — селище (англ. village) в США, в окрузі Джефферсон штату Нью-Йорк. Населення — 924 особи (2020).

## Географія
Александрія-Бей розташована за координатами 44°20′40″ пн. ш. 75°55′21″ зх. д. / 44.34444° пн. ш. 75.92250° зх. д. (44.344503, -75.922557).  За даними Бюро перепису населення США в 2010 році селище мало площу 3,95 км², з яких 1,98 км² — суходіл та 1,97 км² — водойми.

## Демографія
Згідно з переписом 2010 року, у селищі мешкало 1078 осіб у 528 домогосподарствах у складі 252 родин. Густота населення становила 273 особи/км².  Було 700 помешкань (177/км²).
Расовий склад населення:
| - 96,7 % — білих - 0,9 % — чорних або афроамериканців - 0,6 % — азіатів - 0,2 % — корінних американців |

До двох чи більше рас належало 1,1 %. Частка іспаномовних становила 2,8 % від усіх жителів.
За віковим діапазоном населення розподілялося таким чином: 19,7 % — особи молодші 18 років, 63,3 % — особи у віці 18—64 років, 17,0 % — особи у віці 65 років та старші. Медіана віку мешканця становила 42,6 року. На 100 осіб жіночої статі у селищі припадало 94,6 чоловіків;  на 100 жінок у віці від 18 років та старших — 93,7 чоловіків також старших 18 років.
Середній дохід на одне домашнє господарство  становив 49 696 доларів США (медіана — 40 156), а середній дохід на одну сім'ю — 64 845 доларів (медіана — 56 719). Медіана доходів становила 38 875 доларів для чоловіків та 45 625 доларів для жінок. За межею бідності перебувало 17,8 % осіб, у тому числі 23,5 % дітей у віці до 18 років та 12,4 % осіб у віці 65 років та старших.
Цивільне працевлаштоване населення становило 433 особи. Основні галузі зайнятості: освіта, охорона здоров'я та соціальна допомога — 26,1 %, роздрібна торгівля — 12,0 %, мистецтво, розваги та відпочинок — 11,8 %, будівництво — 11,8 %.